# Bitstream
Bitstream（NASDAQ：BITS）是一家總部位於美國馬薩諸塞州的字型設計企業，創立於1981年。開發的字體以傳統字體居多，亦開發字體家族系列。其多用CorelDRAW繪製和編輯字體。旗下有MyFonts網站，2012年3月被蒙納公司收購。

## 代表作品
- Bitstream Cyberbit
- Bitstream Vera

## 外部連結
- 官方網站（页面存档备份，存于）
- 公司資料

1. ↑  .   [2008-10-21]. （原始内容存档于2009-04-27）.